# Викерс F.B.24
Викерс F.B.24 (енгл. Vickers F.B.24) је ловац-извиђач направљен у Уједињеном Краљевству. Авион је први пут полетео 1916. године. 

Највећа брзина у хоризонталном лету је износила 190 km/h.

## Наоружање
| Наоружање авиона: Викерс       |                                       |
| Ватрено (стрељачко) наоружање  |                                       |
| Топ                            |                                       |
| Митраљез                       |                                       |
| Број и ознака митраљеза        | 1 синх. Викерс и 1 Луис код осматрача |
| Калибар                        | 7,7                                   |
| Бомбардерско наоружање (бомбе) |                                       |
| Ракетно наоружање (ракете)     |                                       |